# ЄМалятко
«єМалятко» — це комплексна державна послуга в Україні для батьків новонароджених запущена у 2020 році.
Проєкт передбачає, що за однією заявою батьків можна отримати до 10-ти державних послуг від різних органів влади пов'язаних із народженням дитини, таких як реєстрація народження і місця проживання дитини, призначення фінансової допомоги при народженні тощо. У порівнянні з попереднім способом отримання цих послуг, кількість необхідних візитів до державних органів було зменшено з 11 до 0, а кількість необхідних документів, що треба до них подати — з 37 до 1.
Заяву на отримання послуги можна подати онлайн через портал «Дія» або за допомогою адміністратора у пологовому будинку (до виписки), у ЦНАП або відділі ДРАЦС.

## Історія
6 лютого 2019 року Міністерством юстиції України було анонсовано впровадження пакету сервісів під умовною назвою «Електронне малятко» шляхом внесення змін до законодавства України, а вже 7 березня Кабінет Міністрів України вніс до Верховної Ради України відповідний законопроєкт.
10 липня 2019 року Кабінет Міністрів прийняв Постанову «Про реалізацію експериментального проєкту щодо створення сприятливих умов для реалізації прав дитини», якою планувалося запровадити послугу «єМалятко» протягом 2020–2022 років.
29 липня 2019 року Президент України Володимир Зеленський видав указ, яким Кабінету Міністрів було доручено зокрема забезпечити переведення в електронну форму протягом 2019 року послуг, пов’язаних із народженням дитини.
9 серпня 2019 року в Офісі Президента України відбулося обговорення та узгодження спільного плану дій щодо впровадження проєкту «єМалятко», у якому взяли участь представники профільних центральних органів виконавчої влади та міжнародних донорських проєктів.
3 січня 2020 року Міністерство цифрової трансформації України уперше запустило сервіс у Харкові. У лютому сервіс почав працювати у Львові, а у квітні — у Києві.
Станом на 20 травня 2020 року сервіс був доступний вже у 31 місті України.
15 липня 2020 року сервіс почали надавати у Центрах надання адміністративних послуг.
5 жовтня 2020 року послуга запрацювала онлайн через портал «Дія».
8 червня 2021 року сервіс став доступний для жителів тимчасово окупованих територій України. Також у цей день у сервісі з'явилася опція доставки свідоцтва про народження дитини поштою.

## Послуги
єМалятко дозволяє отримати загалом до 10 послуг при народженні дитини. Дві з них є базовими (обов'язковими), а решта надаються на вибір батьків:
1. базова: державна реєстрація народження дитини (отримання свідоцтва про народження дитини);
2. базова: визначення походження народженої дитини (вказання інформації про матір і батька малюка у свідоцтві про народження);
3. призначення допомоги при народженні дитини;
4. реєстрація народженої дитини у Державному реєстрі фізичних осіб — платників податків (присвоєння ідентифікаційного номера);
5. присвоєння дитині унікального номера запису в Єдиному державному демографічному реєстрі;
6. визначення належності дитини до громадянства України;
7. реєстрація місця проживання народженої дитини;
8. призначення допомоги багатодітним сім'ям;
9. внесення інформації про дитину до Реєстру пацієнтів, що ведеться в центральній базі даних електронної системи охорони здоров'я;
10. (з грудня 2021 року) виплата грошової компенсації за пакунок малюка.[1][20][21]

У 2022 році планується впровадити ще одну послугу на вибір:
- отримання посвідчень батьків та дитини з багатодітної сім'ї.[1]